# Daykin (Nebraska)
Daykin es una villa ubicada en el condado de Jefferson en el estado estadounidense de Nebraska. En el Censo de 2010 tenía una población de 166 habitantes y una densidad poblacional de 390,81 personas por km².

## Geografía
Daykin se encuentra ubicada en las coordenadas 40°19′18″N 97°17′54″O / 40.32167, -97.29833. Según la Oficina del Censo de los Estados Unidos, Daykin tiene una superficie total de 0.42 km², de la cual 0.42 km² corresponden a tierra firme y (0%) 0 km² es agua.

## Demografía
Según el censo de 2010, había 166 personas residiendo en Daykin. La densidad de población era de 390,81 hab./km². De los 166 habitantes, Daykin estaba compuesto por el 95.78% blancos, el 3.01% eran afroamericanos, el 0% eran amerindios, el 0% eran asiáticos, el 0% eran isleños del Pacífico, el 0.6% eran de otras razas y el 0.6% pertenecían a dos o más razas. Del total de la población el 4.82% eran hispanos o latinos de cualquier raza.